# Julian Byng, 1. viscount Byng of Vimy
Feltmarskal Julian Hedworth George Byng, 1st Viscount Byng of Vimy (født 11. september 1862, død 6. juni 1935) var en britisk officer som tjenestegjorde under første verdenskrig, blandt andet som chef for det canadiske korps. Han blev den 12. generalguvernør i Canada. 
Han var en meget populær generalguvernør, specielt på grund af sin ledelse af det canadiske korps, blandt andet i forbindelse med Slaget om Vimyhøjden og fordi hans udnævnelse var sket i samråd med de canadiske myndigheder. I sin stilling foretog han mange rejser i Canada.